# 阿里皮卡 (佛羅里達州)
阿里皮卡（英語：Aripeka）是位於美國佛羅里達州赫爾南多縣的一個人口普查指定地區。

## 地理
阿里皮卡的座標為28°25′56″N 82°39′51″W / 28.43222°N 82.66417°W，而該地最高點為海拔高度2米（即5英尺）。

## 人口
根據2010年美國人口普查的數據，阿里皮卡的面積為2.28平方千米，當中陸地面積為2.13平方千米，而水域面積為0.15平方千米。當地共有人口308人，而人口密度為每平方千米135人。